# Rockeskyll
Rockeskyll település Németországban, Rajna-vidék-Pfalz tartományban. Lakosainak száma 258 fő (2023. december 31.).

## Népesség
A település népességének változása:
| Lakosok száma | 242  | 225  | 235  | 240  | 267  | 258  |
|               | 1975 | 2017 | 2019 | 2021 | 2022 | 2023 |